# Hans Ingemansson
Hans Bertil Ingemansson, född 29 oktober 1964 i Älmhult, död 16 september 2019 i Maria Magdalena församling i Stockholm, var en svensk manusförfattare, filmregissör, ståuppkomiker, kompositör, musiker med mera. Han var tidigare medlem och låtskrivare i bandet The Creeps.
Som manusförfattare för TV har han bland annat skrivit och regisserat för Felix Herngrens fiktiva figurer "Dan Bäckman", "Tim Hibbins" och "Sasha", långfilmen Varannan vecka (2006), TV4:s humorserie Solsidan och Bonusfamiljen. Vidare var han en av manusförfattarna bakom TV-serien Ulveson och Herngren (2004).
Han var inslagsproducent för 100 höjdare med Filip & Fredrik, samt producent och regissör för Sjön suger med Lennart Jähkel och Johan Ulveson.
Ingemansson var tillsammans med Felix Herngren manusförfattare till de framgångsrika filmerna Hundraåringen som klev ut genom fönstret och försvann och Hundraettåringen som smet från notan och försvann. Han regisserade även ett antal reklamfilmer. Ingemansson är begravd på Maria Magdalena kyrkogård i Stockholm.